# San Miguelito (Nicaragua)
San Miguelito ist eine Stadt im Süden von Nicaragua. Sie liegt im Departamento Río San Juan am Ostufer des Nicaraguasees, nahe der Grenze zu Costa Rica. Die Einwohnerzahl lag bei der Volkszählung 2005 im Stadtgebiet bei 2.807, in der ganzen Gemeinde bei 17.031. Im Verwaltungsbezirk Rio San Juan ist sie die drittgrößte Stadt neben San Carlos und El Castillo. Die Fläche der Gemeinde beträgt 1.096 Quadratkilometer. Die Bevölkerungsdichte liegt bei 16 Einwohnern je Quadratkilometer.

## Geographie und Ortsbild
Der Río San Juan, nach dem der Departamento benannt ist, bildet die Verbindung zwischen Atlantik und dem Nicaraguasee. Unweit von San Miguelito liegt ein Regenwaldschutzgebiet. Das Inselarchipel Solentiname ist eine zweistündige Bootsfahrt entfernt.
Die rund 17.000 Einwohner der Gemeinde leben in einem kleinen historischen Stadtkern, der sich vom Ufer des Sees den Hügel hinaufzieht. Zum Bild des Hauptortes gehören neben dem Ortskern mit Kirche und Springbrunnen, der gelb angestrichenen Bürgermeisterei und dem neuen Gesundheitszentrum auch viele aus Blechteilen, Brettern und Plastikplanen zusammengeflickte Häuser entlang unbefestigter Wege, die zur Regenzeit im Schlamm versinken. Das Stadtgebiet schließt außerdem 32 umliegende Dörfer und Weiler (Comarcas) ein.

## Politik
Im Stadtrat (Concejo Municipal) sind folgende politische Parteien vertreten:
- Partido Liberal Constitucionalista (PLC)
- Partido Frente Sandinista de Liberación Nacional (FSLN)
- Partido Conservador de Nicaraguense (PCN)
- Partido Camino Cristiano (PCC)
- Partido Alianza por la Republica (APRE)

## Wirtschaft und Infrastruktur
In Nicaragua sowie auch in der Region von San Miguelito lebt man überwiegend von der Landwirtschaft. Die meisten Familien sind arm, aber reich an Kindern. Viele Bewohner der Gemeinde suchen in Costa Rica ihr Auskommen, um ihre zu Hause zurückgebliebenen Familien finanziell zu unterstützen. 

## Naturschutzgebiete
- Llano Grande
- Los Guanabanos

## Städtepartnerschaft mit Waltrop
- Seit 1988 besteht eine Städtepartnerschaft mit Waltrop. Den Anstoß dazu gab der Verein „Solidaridad – Städtepartnerschaft Waltrop San Miguelito e.V.“. Der Name des Vereins bedeutet übersetzt „Solidarität“.[3]